# Liste des comtes de Ribagorce
Ceci est une liste des comtes de Ribagorce.

## Dynastie de Ribagorce
- Raymond Ier de Pallars-Ribagorce (872–920), comte de Pallars et de Ribagorce ;
- Bernard Ier de Ribagorce (920–950/955), fils du précédent ;
- Raymond II de Ribagorce (950/955–970), fils du précédent ;
- Unifred de Ribagorce (970–979), fils du précédent ;
- Arnaud de Ribagorce (979–990), fils de Raymond II de Ribagorce et frère du précédent ;
- Isarn de Ribagorce (990–1003), fils de Raymond II de Ribagorce et frère du précédent ;
- Toda de Ribagorce (1003–1010), fille de Raymond II de Ribagorce et sœur du précédent ;
- Guillaume de Ribagorce (1010–1017), fils naturel d'Isarn de Ribagorce, partage le comté avec :
  - Mayor de Ribagorce (1010–1025), nièce de Toda de Ribagorce et cousine du précédent.

En 1017, le roi de Pampelune Sanche III invoqua les droits dynastiques de son épouse, Munia Mayor de Castille, nièce de Mayor de Ribagorce, et s'empara de la partie du comté qui appartenait à Guillaume de Ribagorce.
Dans l'autre partie du comté se maintiennent Mayor de Ribagorce et son époux, le comte de Pallars Raymond III. Mais, aux alentours de 1020, Mayor est répudiée : elle se réfugie dans la vallée de Sos, puis abandonne ses droits au roi de Pampelune en 1025. De son côté, Raymond III conserve la vallée de la Noguera Ribagorzana et l'unit au comté de Pallars.

## Dynastie de Pampelune
- Sanche III de Pampelune (1017-1035)
- Gonzalve Ier de Sobrarbe (1035-1043), fils du précédent, roi de Sobrarbe et de Ribagorce ;

## Dynastie d'Aragon

### Maison d'Aragon
- Ramire Ier d'Aragon (1043-1063), demi-frère du précédent et roi d'Aragon ;
- Sanche Ier d'Aragon (1063-1085), fils du précédent et roi d'Aragon et de Pampelune ;
- Pierre Ier d'Aragon (1085-1104), fils du précédent, gouverneur de Ribagorce et de Sobrarbe à partir de 1094, puis roi d'Aragon et de Pampelune ;
- Alphonse Ier d'Aragon (1104-1134), frère du précédent, roi d'Aragon et de Pampelune ;
- Ramire II d'Aragon (1134-1137), frère du précédent et roi d'Aragon ;
- Pétronille d'Aragon (1157-1164), fille du précédent et reine d'Aragon.

### Maison de Barcelone
- Alphonse II d'Aragon (1164-1196), fils de la précédente, roi d'Aragon et comte de Barcelone ;
- Pierre II d'Aragon (1196-1213), fils du précédent, roi d'Aragon, comte de Barcelone et seigneur de Montpellier ;
- Jacques Ier d'Aragon (1213-1276), fils du précédent, roi d'Aragon, comte de Barcelone et seigneur de Montpellier ;
- Pierre III d'Aragon (1276-1285), fils du précédent, roi d'Aragon, de Valence et de Sicile, comte de Barcelone ;
- Alphonse III d'Aragon (1285-1291), fils du précédent, roi d'Aragon et de Valence, comte de Barcelone ;
- Jacques II d'Aragon (1291-1322), frère du précédent, roi d'Aragon, de Valence et de Sicile, comte de Barcelone ;

Le roi Jacques II donna le comté à son fils cadet, Pierre.

## Seconde dynastie de Ribagorce
- Pierre IV de Ribagorce (1322-1381), fils du précédent, comte de Ribagorce, d'Ampurias (1325-1341) et de Prades (1341-1381), seigneur, puis duc de Gandie (1323-1359) ;
- Alphonse IV de Ribagorce (1381-1412), fils du précédent, duc de Gandie, comte de Ribagorce et de Denia ;
- Alphonse V de Ribagorce (1412-1425), fils du précédent, duc de Gandie, comte de Ribagorce et de Denia.

À la mort d'Alphonse V, sans descendance, le comté revient au royaume d'Aragon.

## Dynastie d'Aragon

### Maison de Trastamare
- Jean II d'Aragon, sous le nom de Jean Ier de Ribagorce (1425-1458), roi d'Aragon ;
- Ferdinand II d'Aragon (1458-1469), roi d'Aragon.

En 1469, Ferdinand II concède le comté à son fils illégitime Alphonse d'Aragon, dit el Maestre.

### Maison de Villahermosa
- Alphonse  VI de Ribagorce (1469-1485), fils du précédent, duc de Villahermosa et comte de Ribagorce ;
- Jean II de Ribagorce (1485-1512), fils du précédent, duc de Villahermosa et comte de Ribagorce ;
- Alphonse VII de Ribagorce (1512-1533), fils du précédent, duc de Villahermosa et comte de Ribagorce ;
- Martin Ier de Ribagorce (1533-1565), fils du précédent, duc de Villahermosa et comte de Ribagorce ;
- Jean Alphonse I de Ribagorce (1565-1573), fils du précédent, duc de Villahermosa et comte de Ribagorce ;
- Martin Ier de Ribagorce (1573-1581), récupère le comté ;
- Ferdinand II de Ribagorce (1581-1592), fils du précédent, duc de Villahermosa et comte de Ribagorce ;
- François Ier de Ribagorce (1592-1598), frère du précédent, duc de Villahermosa et comte de Ribagorce.

Le roi Philippe II, afin de rétablir l'ordre, à la suite des révoltes qui agitent la région, oblige le comte Ferdinand II à renoncer au comté de Ribagorce en échange d'une compensation financière. François Ier, cependant, refuse la vente du comté et, lorsque son frère lui cède le duché de Villahermosa en 1592, il réclame également le comté de Ribagorce, sans succès cependant.